# Мацуура, Михаил Горо
Михаил Горо Мацуура (род. 28 сентября 1952, Нагоя) — католический прелат, четвёртый епископ Нагои с 29 марта 2015 года.

## Биография
Обучался в начальной семинарии и получил среднее образование в школе «Meisei School» в Осаке. В последующие годы обучался в межепархиальной семинарии в Токио. Богословское и философское образование получил в Католическом университете Софии в Токио.
21 марта 1981 года рукоположён в священники для служения в епархии Нагои. Служил викарием прихода Коори (1981—1984), викарием прихода Шукугава (1984—1986), викарием прихода Альбено (1986—1988), ректором малой семинарии в Осаке. В 1993—1994 годах проживал в США, где изучал английский язык. В 1994—1995 годах находился на Филиппинах, где продолжал своё богословское образование. В последующие годы служил в приходе Сакай-Семоку (1995—1997), с 1997 года — генеральный викарий епархии Осаки.
19 апреля 1999 года римский папа Иоанн Павел II назначил его вспомогательным епископом Осаки и титулярным епископом Сфасферии. 17 июля 1999 года состоялось его рукоположение в епископы, которое совершил архиархиепископ Осаки Лев Дзюн Икэнага в сослужении с епископом Нагои Августином Дзюнъити Номурой и епископом Киото Павлом Ёсинао Оцукой.